# Catedral de la Santa Virgen María (Minsk)
La Catedral de Santa Virgen María (en bielorruso: Архікафедральны касцёл Імя Найсвяцейшай Дзевы Марыі) es una catedral de estilo barroco que pertenece a la Iglesia católica y se localiza en Minsk, Bielorrusia. Es la sede de la archidiócesis de Minsk-Maguilov. Fue construida bajo el gobierno polaco en 1710 como una iglesia para la casa de los jesuitas. En 1793, después de la conquista rusa de la parte bielorrusa de la Mancomunidad polaco-lituana, la orden jesuita fue prohibida y la iglesia tuvo una condición de local. Pronto, después de la creación de la diócesis de Minsk, la iglesia se convirtió en la catedral local. La catedral sufrió graves daños en un incendio en 1797, pero más tarde fue totalmente renovada.
En 1869 la Diócesis de Minsk fue suprimida, siendo incorporada como una parroquia a la Diócesis de Moguilev. En 1917 la Diócesis fue restaurada y Zygmunt Lazinski fue preconizado Obispo diocesano, restaurándose su condición catedralicia. Sin embargo, en 1920, monseñor Lazinski fue arrestado por las autoridades soviéticas y la Catedral cerrada en 1934.
Durante la ocupación germana en la Segunda Guerra Mundial, la catedral fue restablecida para el culto católico; mas después de la guerra, fue nuevamente cerrada por las autoridades soviéticas. En 1951, el campanario fue destruido por la artillería soviética y el edificio destinado a prestar servicio como Gimnasio de la asociación Spartak.
Al comienzo de la década de 1990, los servicios religiosos comenzaron de nuevo. En 1993, el edificio fue devuelto a los católicos y en 1997 se restauró completamente.